# Navalagamella
Navalagamella é um município da Espanha na província e comunidade autónoma de Madrid, de área 76,05 km² com população de 2000 habitantes (2007) e densidade populacional de 21,10 hab/km².

## Demografia
| Variação demográfica do município entre 1991 e 2004 | Variação demográfica do município entre 1991 e 2004 | Variação demográfica do município entre 1991 e 2004 | Variação demográfica do município entre 1991 e 2004 |
| --------------------------------------------------- | --------------------------------------------------- | --------------------------------------------------- | --------------------------------------------------- |
| 1991                                                | 1996                                                | 2001                                                | 2004                                                |
| 627                                                 | 939                                                 | 1266                                                | 1600                                                |